# العباسية (حي)
العباسية هي شياخة في حي الوايلي بالمنطقة الغربية بمحافظة القاهرة، ومن أشهر أحياء القاهرة وكانت صحراء الريدانية التي شهدت العديد من الحروب منها الحرب الشهيرة بين طومان باي والسلطان سليم الأول العثماني والتي انتهت بهزيمة طومان باي وإعدامه شنقاً على باب زويلة، والخديوي عباس هو أول من أنشأ في صحراء الريدانية المباني ومنها مستشفى العباسية وقد أقيمت المنازل على أرض العباسية المنسوبة إلى عباس حلمي الأول. وكانت العباسية منطقة الكُبراء والأثرياء قبل أن تتحول إلى منطقة للطبقة المتوسطة وفوق المتوسطة.

## تاريخ
أول ضاحية كانت على الطريق المؤدي إلى قريتي المطرية وهليوبوليس أو واحات عين شمس تلكَ هي العباسية التي التحمت الآن بالقاهرة نفسَها بلّ وامتد العمران إلى الشرق أكثر حيثُ مدينة وإلى الشمال الشرقي حيثُ هليوبوليس.
وضعَ أساس الحي الوالي عباس حلمي الأول باشا والي مصر بعد وفاة الوالي الثاني إبراهيم باشا في عام 1848 م واستمرَ واليًا على مصر حتى عام 1854 م فقد قررَ عباس الأول تشييد ثكنات عسكريّة للجيش المصري على حافة الصحراء ووضعَ أسُس حي العباسية وشجّع الناس على تعمير هذه المنطقة عن طريق منح الأراضي وتشييد مستشفى ومدرسة وقصر وسارَ على منواله الوالي الرابع سعيد باشا فقد كانَ عباس يميل للعزلة واختار أن يبني قصوره في المناطق الهادئة فقام ببناء قصرًا ضخمًا في العباسية ولذلك سمي حي العباسية بهذا الاسم وفي عهد إسماعيل باشا أنشأ عدة مدارس عسكريّة فيها ونقلَ إليها مدرسة الضباط المدرسة الحربية لكّي يُسهلّ على التلاميذ القيام بالتمرينات الحربية وضرب النار في الخلاء.
كُل هذه المنشآت العسكرية وضعت الأساس السليم لحي العباسية والذي كانت بدايتهُ سراي ضخمة أقامها عباس الأول ثُم انطلقَ الناس لتعمير العباسية في منطقة السرايات أقيمت مدرسة الصناعة والزخرفة التي أصبحت بعد ذلك كلية الهندسة وبجوارها كثرت البنايات والعمارات الكبيرة التي تهافت عليها الأثرياء لسكنها.
ويرتبط اسم حي العباسية بمستشفى الأمراض العقلية الذي أصبح مرادفًا للحي وأطلق عليه البعض «حي مستشفى المجاذيب» ويرجع تاريخه إلى عهد الخديوي إسماعيل حيث أنشأت في جزء من السراي الصفراء التي أقامها الخديوي إسماعيل لأنّ تلكَ المنطقة كانت تتميز بهواء صحي نقي وجو هادئ للمرضى ثُم احترقت هذه السراي وأعاد بنائها الخديو توفيق وعُرفَت من وقتها باسم سراي المجاذيب.
وبعد ثورة يوليو 1952 م احتفظت الثورة بمقار الجيش الإنجليزي وخصصتها لوزارة الدفاع حيثُ يوجد في دائرة العباسية مقر وزارة الدفاع ومبنى الكلية الفنية والمعهد الفني للقوات المسلحة وجميع الهيئات والإدارات والنوادي التابعة للجيش واختارَ الرئيس الراحل جمال عبد الناصر الإقامة بها في منزل كان يخص ناظر المدرسة العسكرية ثم باتت مقصدًا لآلاف الأسر من كل الطبقات استوطنوا هذا الحي الذي تصدّر الصحف ونشرات الأخبار في تلك الأيام.

## تقسيم
تنقسم العباسية الي أربع مناطق وهي :
- العباسية البحرية.
- العباسية الشرقية.
- العباسية الغربية.
- العباسية الغربية.

## معالم
- المستشفى الجوي العام
- ميدان العباسية
- جامعة عين شمس بكلياتها جميعًا عدا كلية الزراعة التي تقع بشبرا الخيمة وكلية التربية التي تقع بمنشية البكري في مصر الجديدة.
- مقر الكاتدرائية المرقسية -للمسيحيين الأرثوذكس- المقر البابوي.
- معهد الدراسات اللاهوتية.
- مسجد النور بميدان العباسية.
- مسجد المحمدي وهو أشهر مساجد العباسية وأقدمها.
- كنيس اليهود القرائين موسى الدرعى.
- ضريح أحمد ماهر باشا رئيس الوزراء الأسبق، ودفن معه في نفس الضريح النقراشي باشا رئيس الوزراء الأسبق.
- نقابة التطبيقيين.
- نقابة التجاريين.
- هيئة الآثار المصرية.
- مصر للسياحة.
- هيئة نظافة وتجميل القاهرة.
- مسجد «القبة الفداوية» الأثري.
- مسجد العربي (الحاج محمود العربي نقيب تجار القاهرة سابقًا).
- المركز الرئيسي لشركة تويوتا العالمية للسيارات.
- كلية الضباط المتخصصين -للشرطة- وأكاديمية الشرطة القديمة.
- معهد الدراسات القضائية.
- مصلحة الأحوال المدنية.

## أسواق
ومن أشهر أسواق العباسية سوق عرب المحمدي الذي كان يقام فيه احتفالات غنائية راقصة ويباع فيه كل صنوف البضائع كل يوم خميس وأزيل بعد عام 1967 -وهو المكان الذي أقيمت عليه حديقة عرب المحمدي ومكتبة الأسرة - وسوق الوايلية الصغرى الذي ما زال قائما ويباع فيه الخضر والفاكهة.
وسوق ميدان العباسية .

## مدارس
من أشهر المدارس الثانوية الفندقية بالعباسية مدرسة المأمون الثانوية الفندقية ومن أشهر المدارس الثانوية العامة في العباسية مدرسة العباسية القديمة ثانوي بنات مدرسة الحسينية للبنين التي كان اسمها مدرسة فؤاد الأول نسبة إلى الملك فؤاد ومن أشهر خريجيها الزعيم الفلسطيني الراحل (ياسر عرفات) والسيد (عمرو موسى) وزير الخارجية الأسبق وأمين عام جامعة الدول العربية، ومدرسة إسماعيل القباني التي كان اسمها مدرسة فاروق الأول قبل الثورة، ومدرسة سانت فاتيما الخاصة، ومدرسة الأهرام الثانوية ومن أشهر خريجيها المشير عبد الحكيم عامر كما تضم العباسية مجموعة من أعرق المدارس مثل مدرسة (القلب المقدس) و (كلية رمسيس للبنات) و (كلية البنات القبطية).
بجانبها حي شعبي بسيط يسمى بالويلية أكثر الأماكن شهرة بالويلية هو (حارة السيسي وهو كان ملك لأحد الملوك) (سوق الويلية وهو من أقدم الأسواق بالعباسية ويوجد على أطرافها كنيسة قديمة.

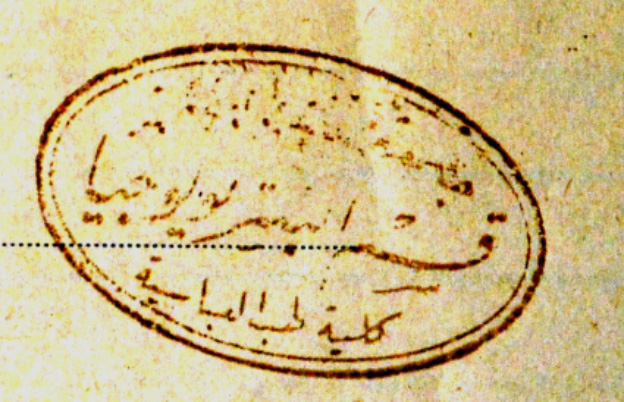
ختم كلية طب العباسية - جامعة إبراهيم باشا

## مستشفيات
كان نقاء جو العباسية في الثلاثينات من القرن العشرين سببا لإقامة العديد من المستشفيات فيها، منها:
- مستشفى الأمراض الصدرية بالعباسية.
- مستشفى الحميات والجهاز الهضمي والكبد بالعباسية.
- مستشفى العباسية للصحة النفسية
- مستشفى الزهراء الجامعي
- مستشفى الدمرداش
- مستشفى دار الشفاء
- المستشفى الإيطالي-أمبرتو الأول
- المستشفى اليوناني
- المستشفى الفرنساوي الذي أصبح مستشفى للطيران
- مستشفيات جامعة عين شمس
- مستشفى عين شمس التخصصي
- المعهد الأكاديمي لجراحات القلب
- وحدة أبحاث (النمرو) التابعة للبحرية الأمريكية
- مستشفى القوات الجوية العامة

## أعلام
سكن العباسية مجموعة كبيرة من قادة مصر وساستها وأعلامها ومنهم جمال عبد الناصر وعبد الحكيم عامر وكانا يسكنان في شارع غرب القشلاق ثم سكن جمال عبد الناصر في شارع الجلالي قبيل الثورة. والفريق عبد المنعم رياض رئيس أركان الجيش المصري وهو من مواليد العباسية والفريق محمد صادق وزير الدفاع الأسبق.

### معالم الحي

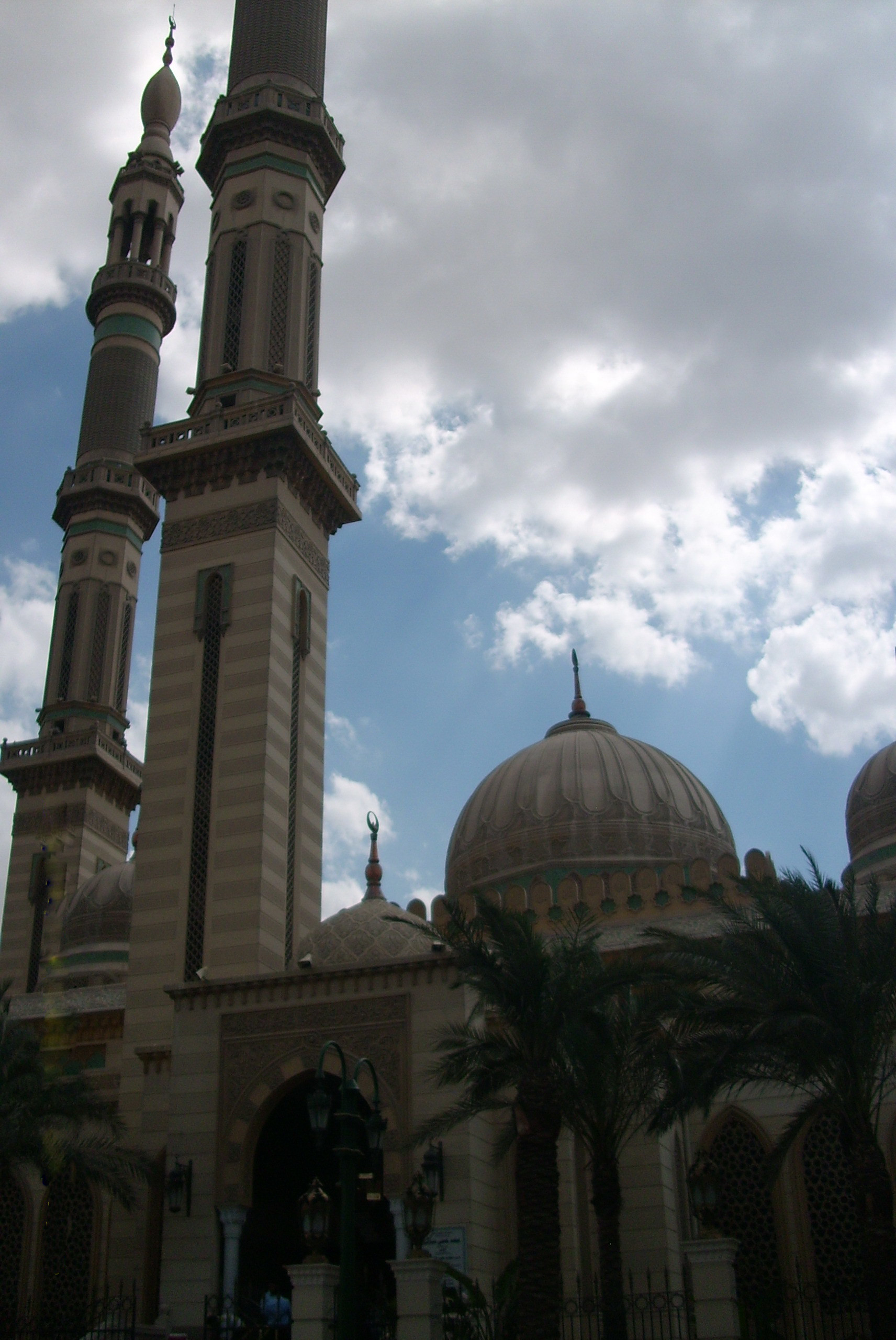
جامع «الرحمن الرحيم» بالعباسية

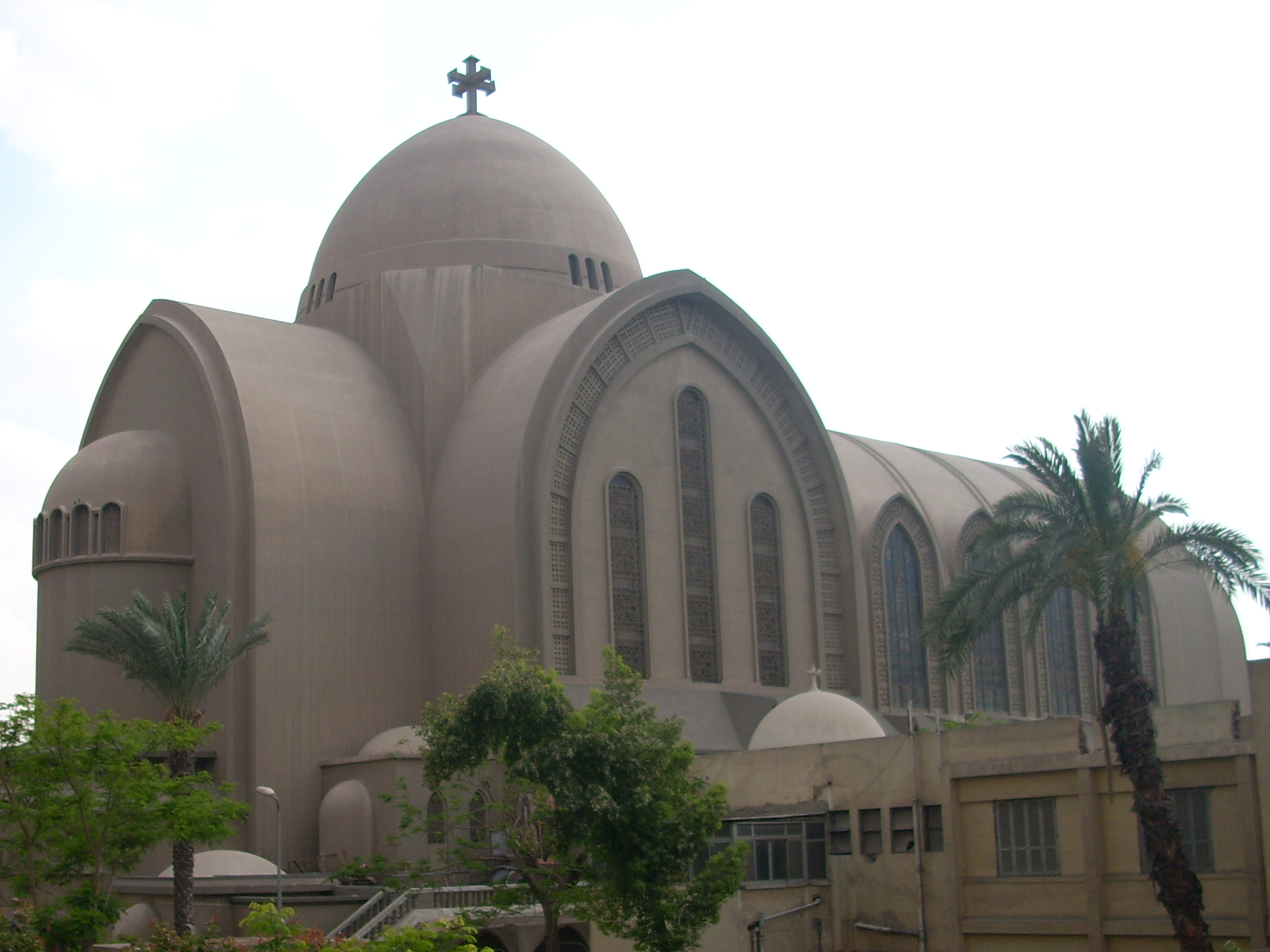
الكاتدرائية المرقسية بالعباسية

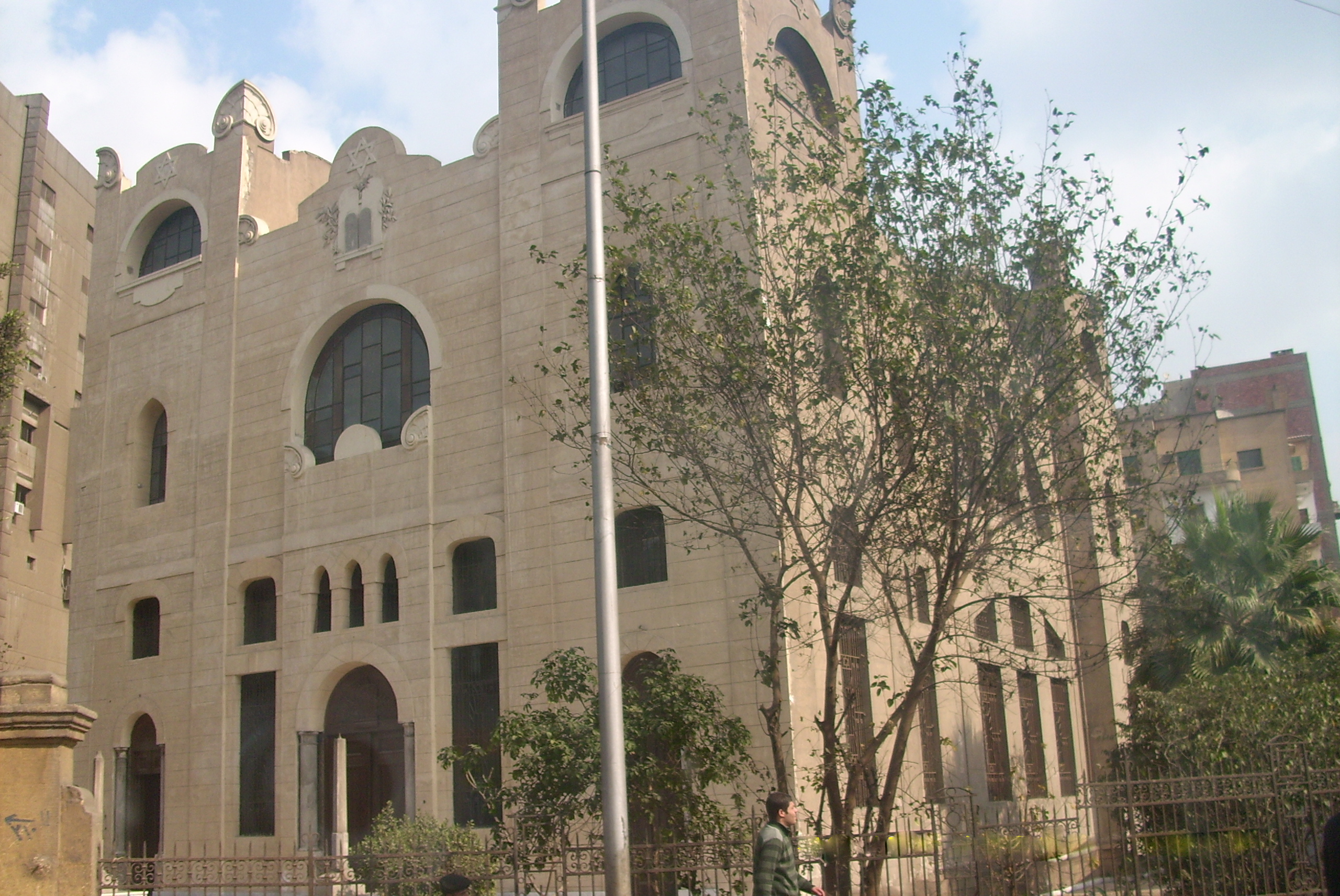
معبد اليهود القرائين

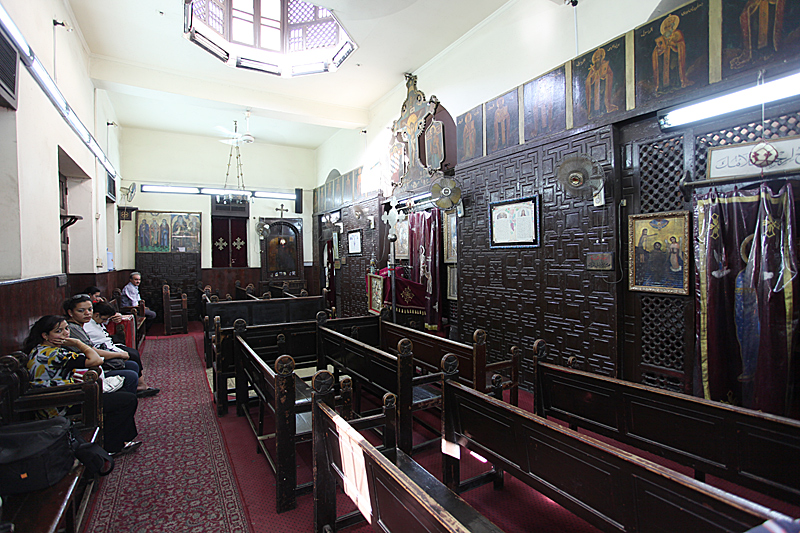
كنيسة الأنبا رويس بالعباسية

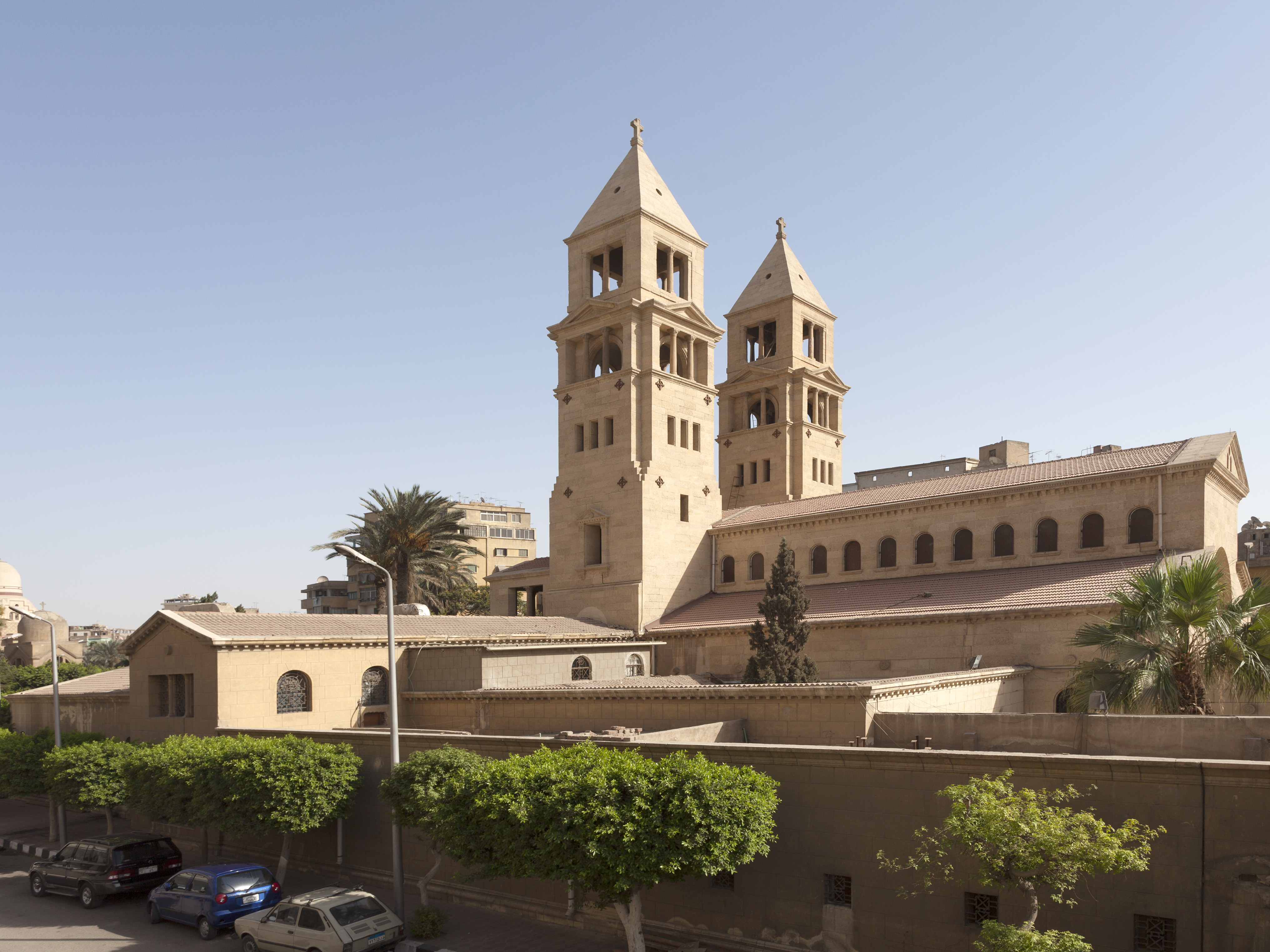
الكنيسة البطرسية بالعباسية

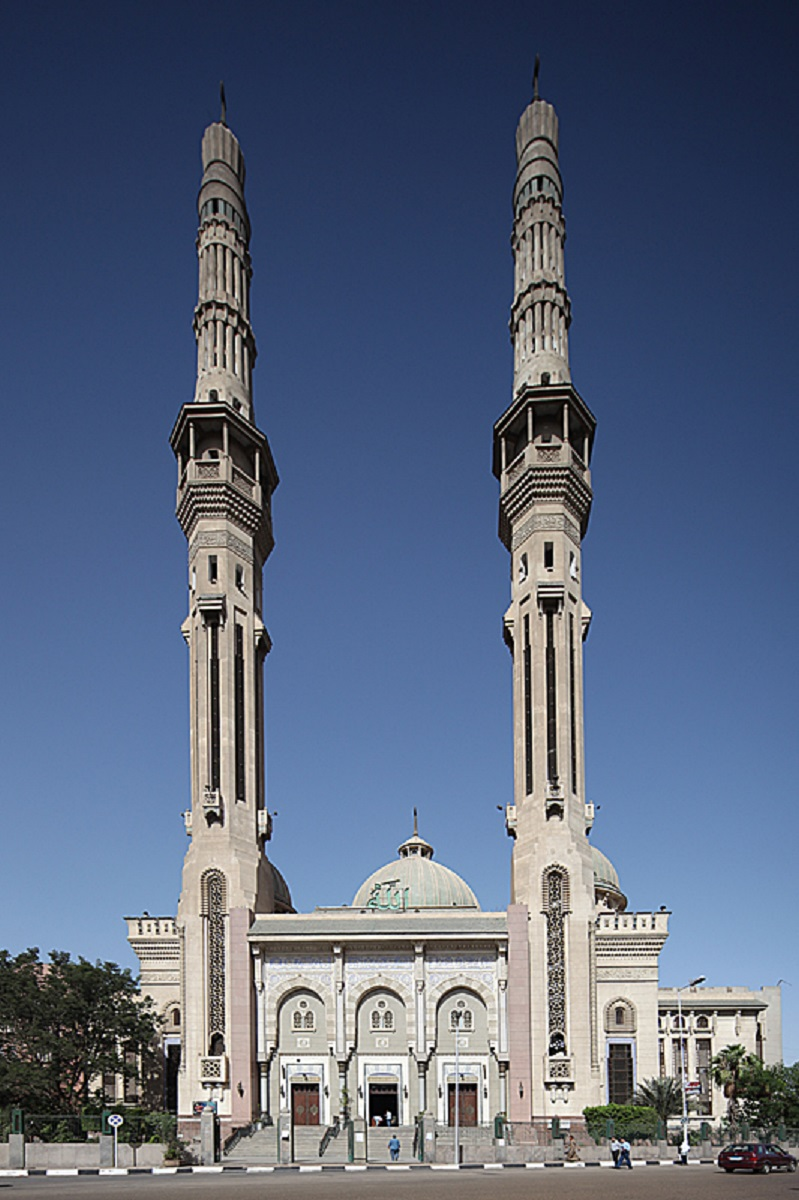
مسجد النور (القاهرة)

## معرض الصور

### ثورة 25 يناير
صور لمسيرات يوم 11 فبراير (يوم تنحي مبارك)

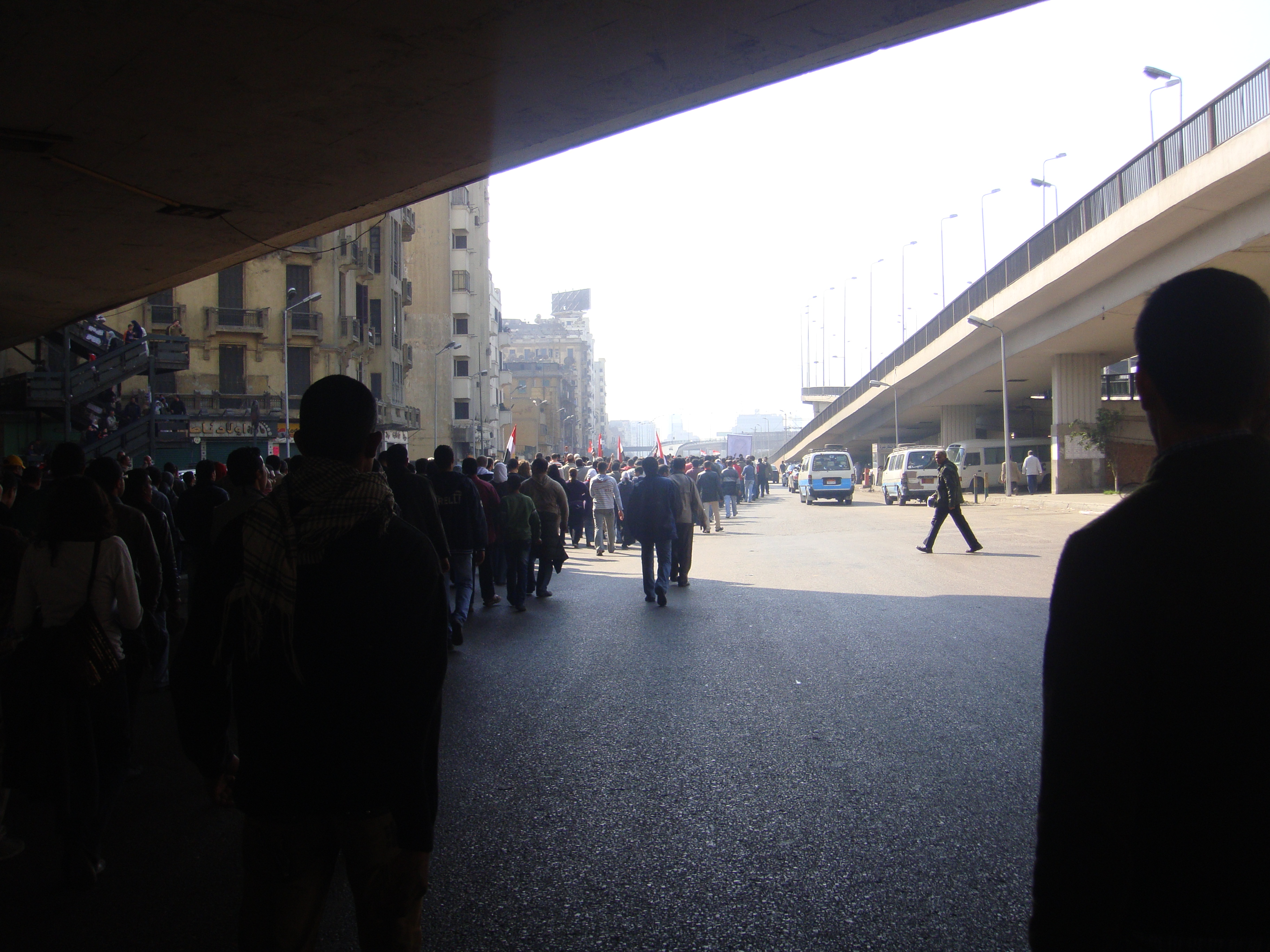
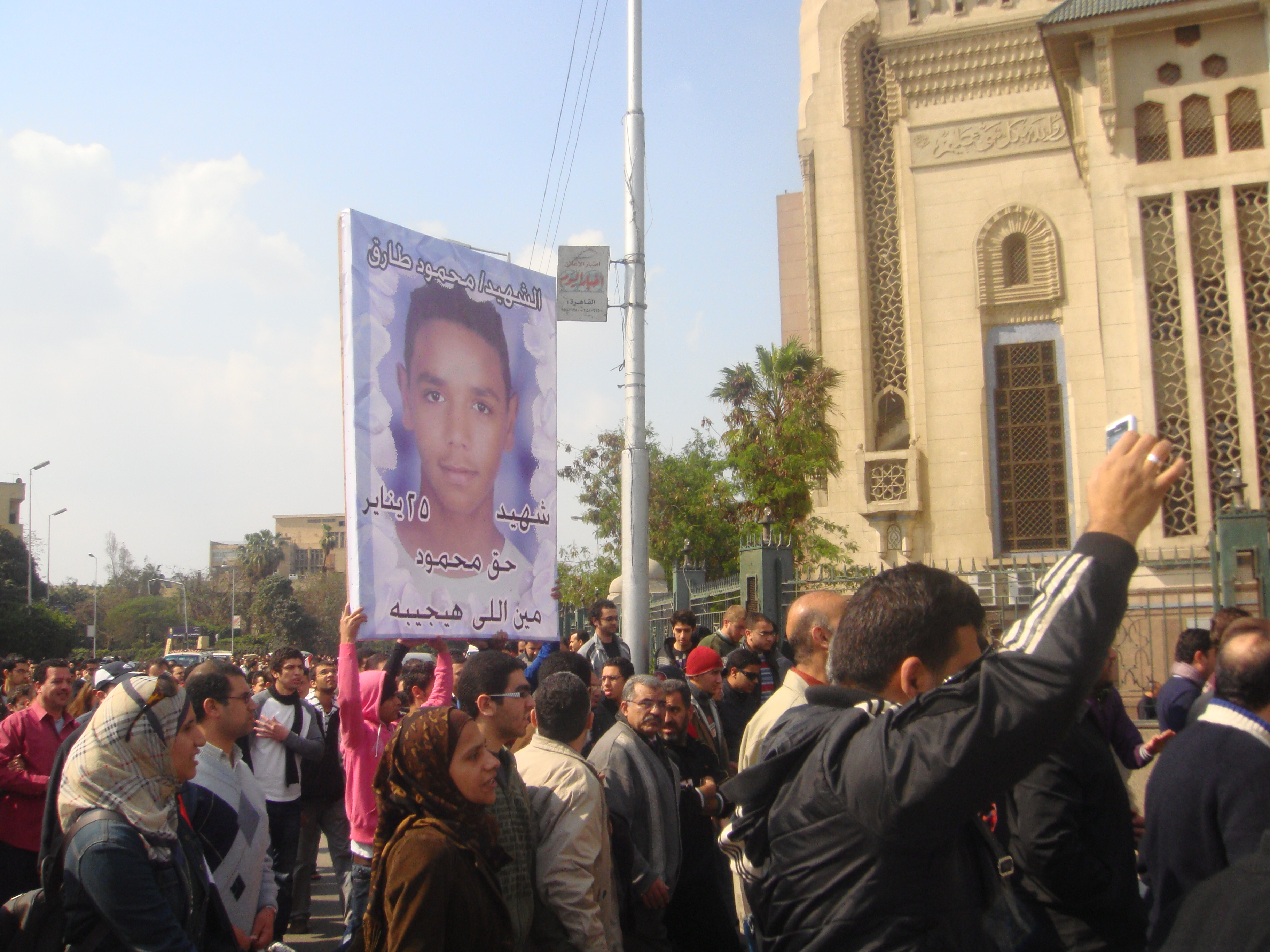
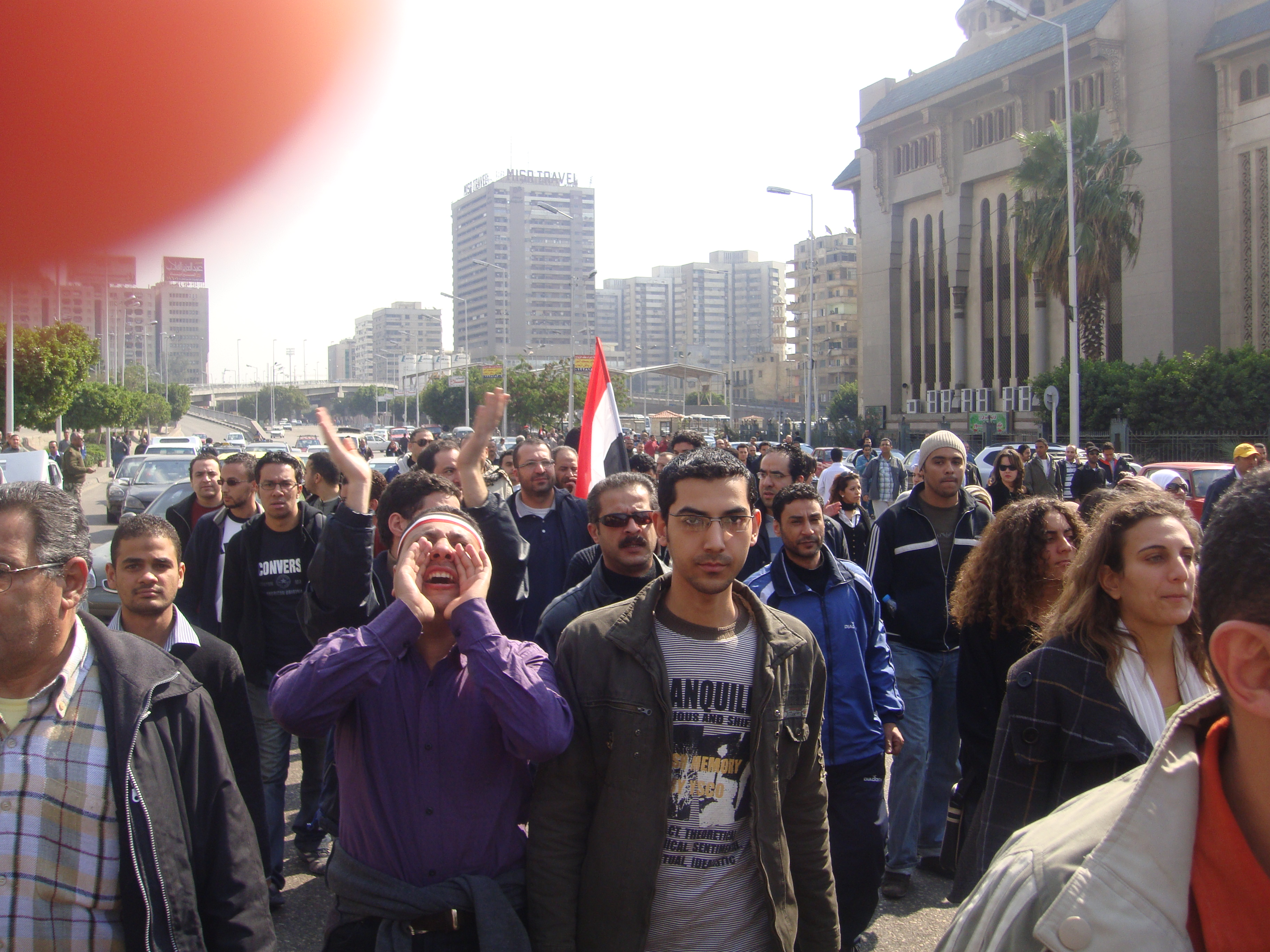
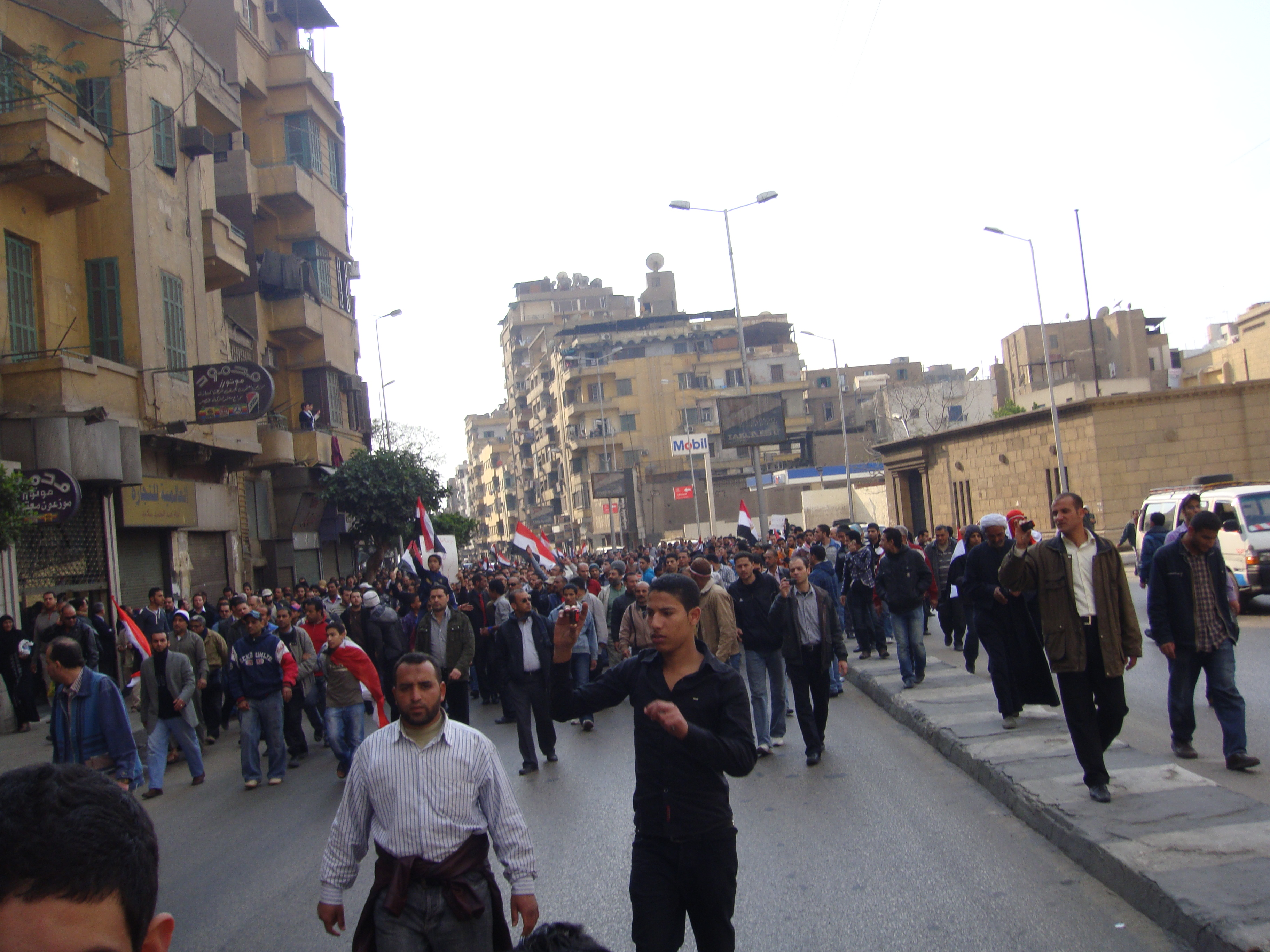
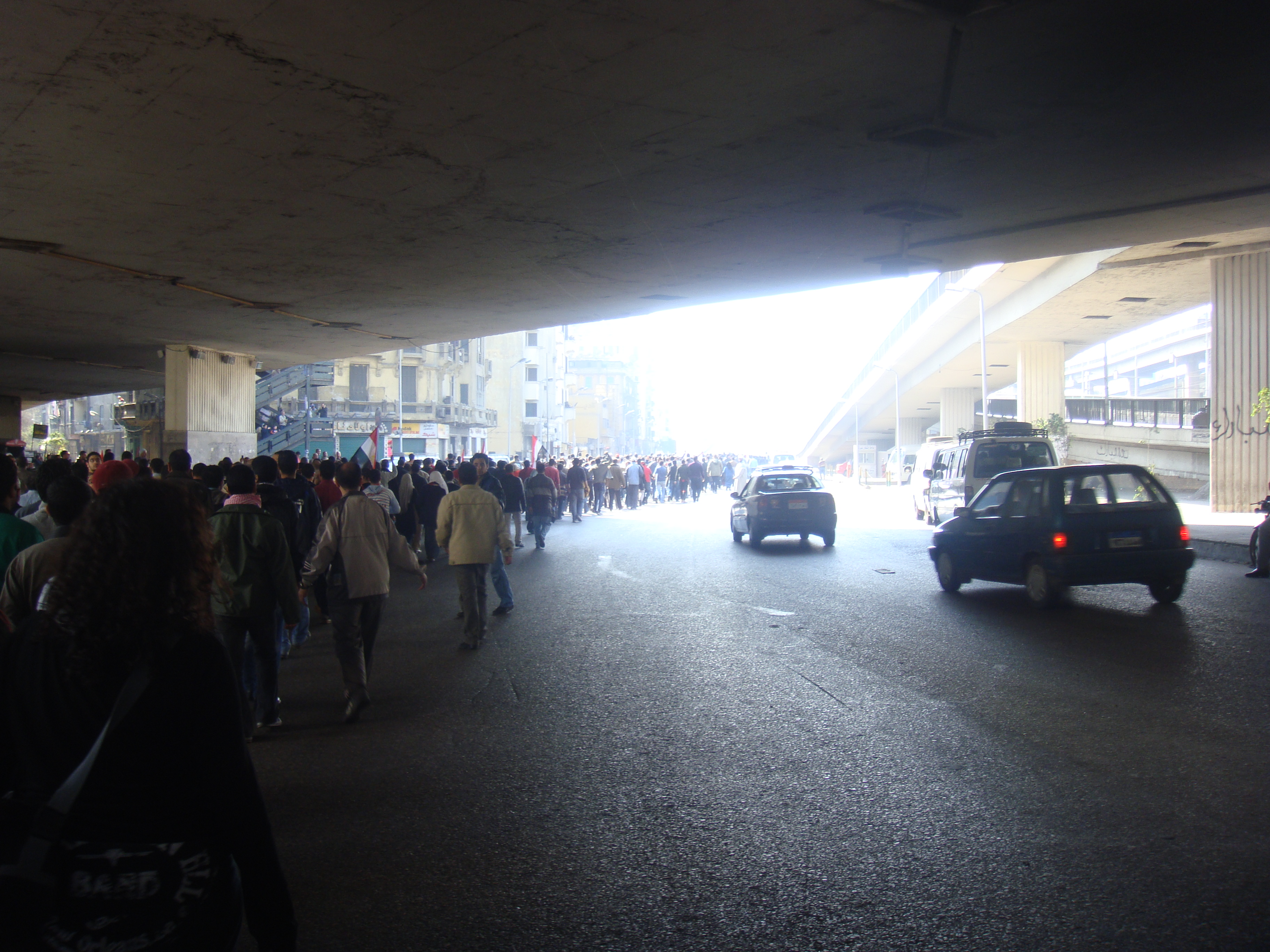
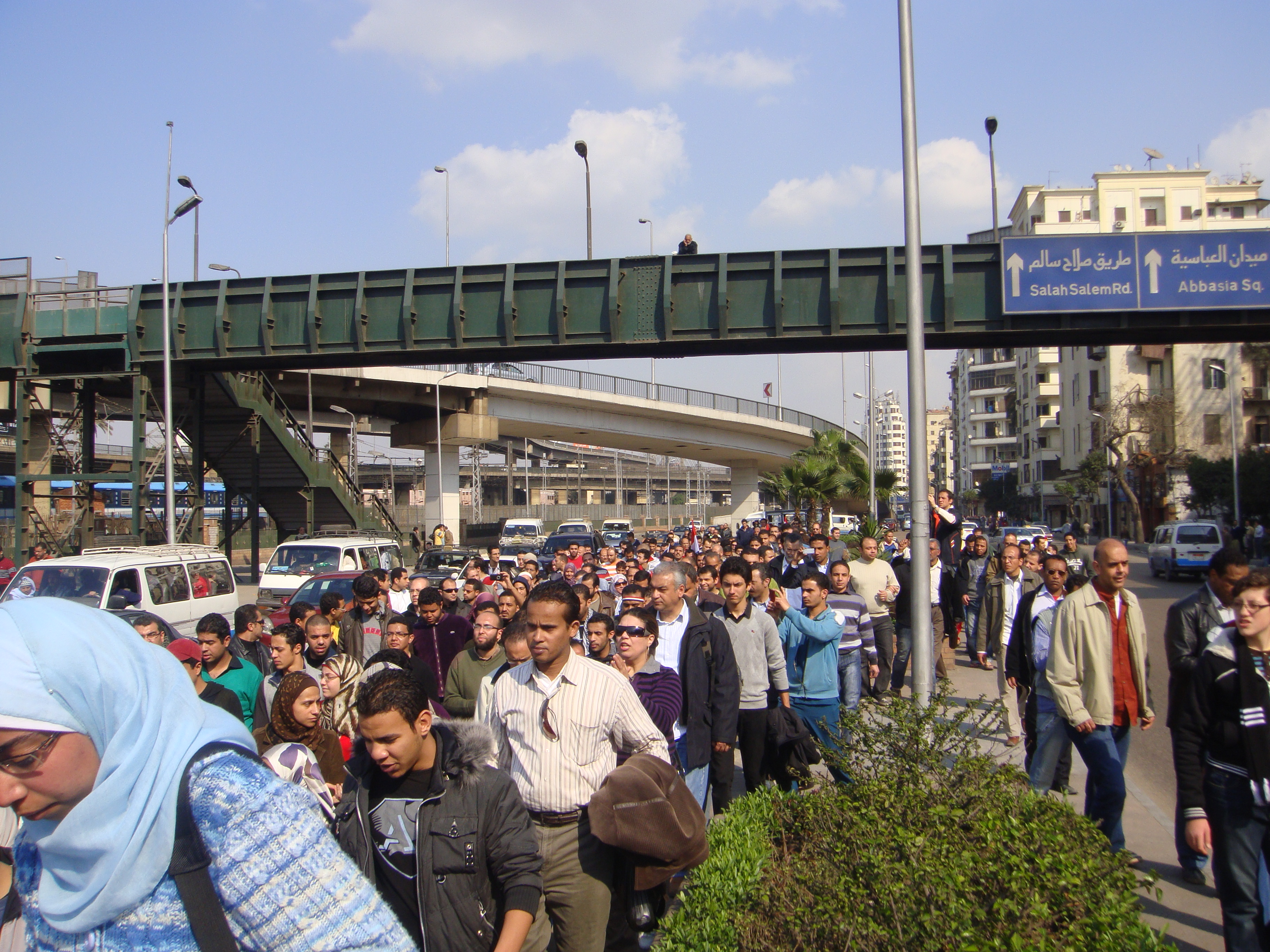
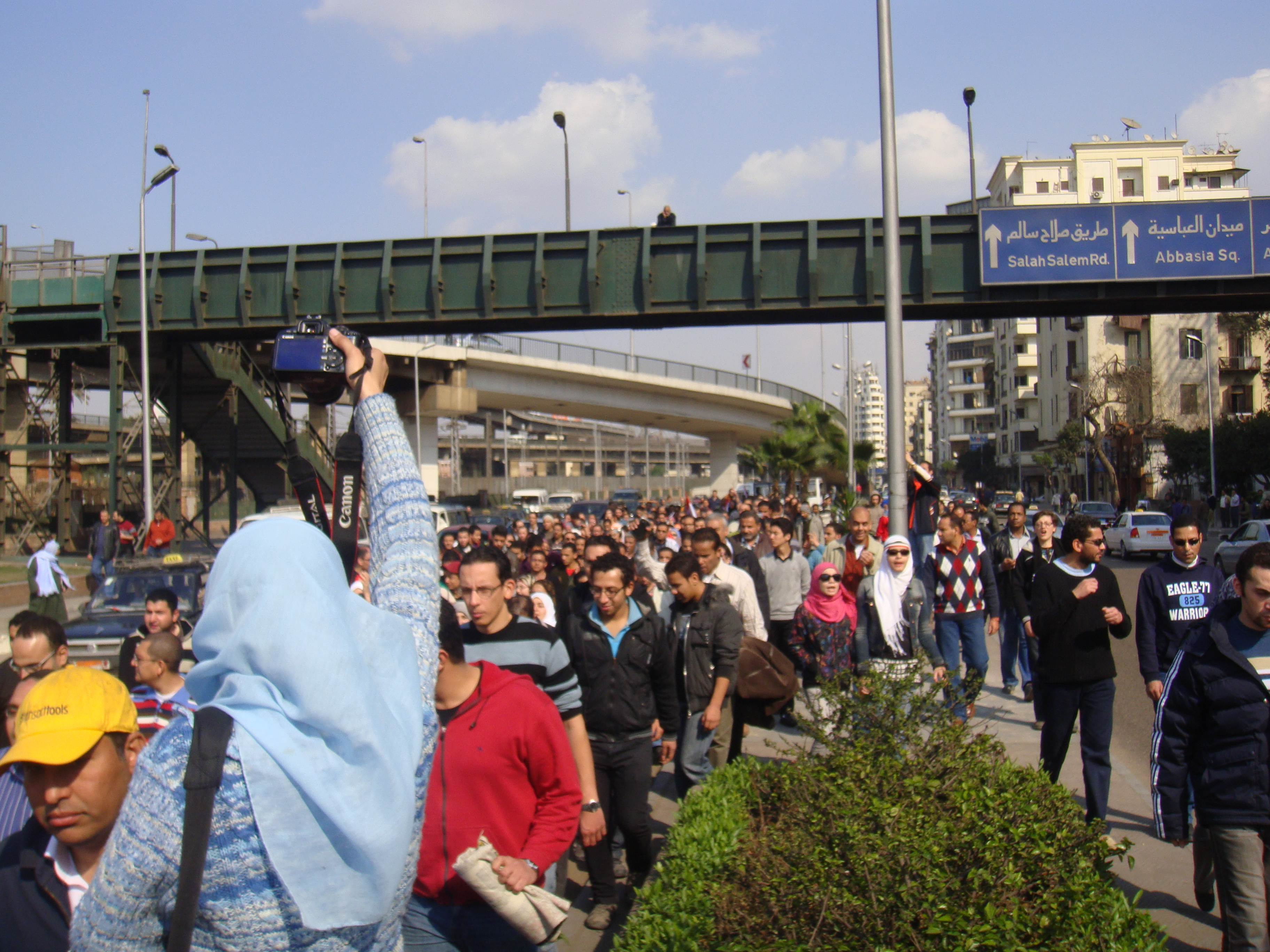
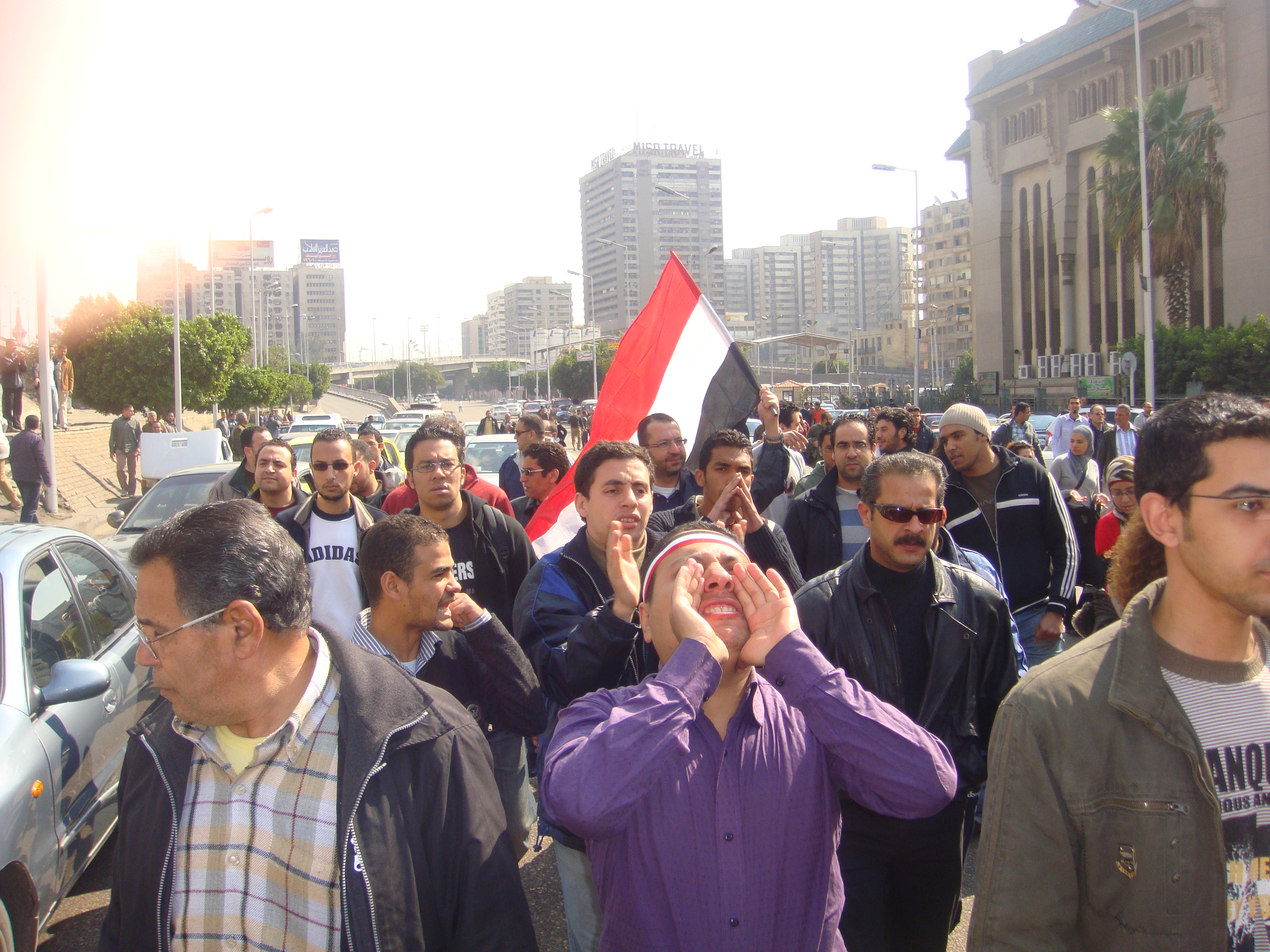
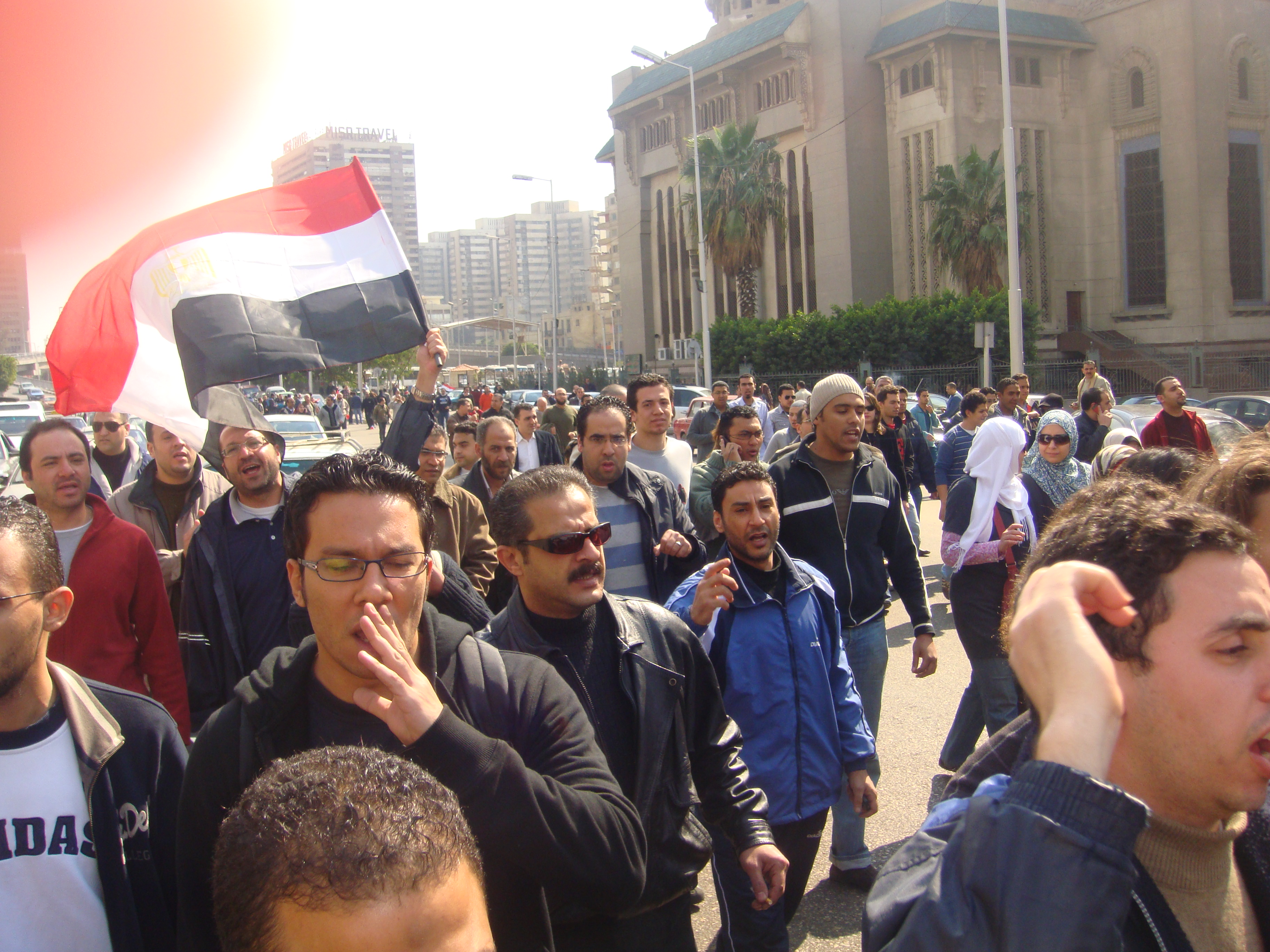